# Comité Nacional pro Derechos de la Mujer

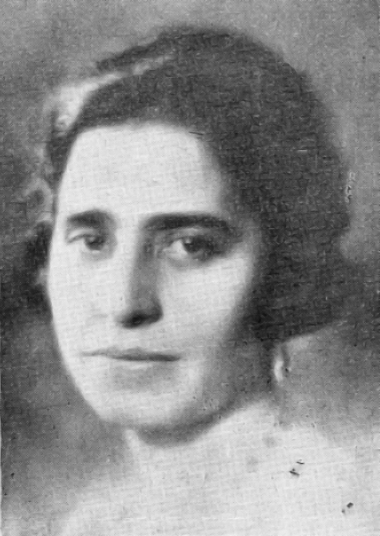
Amanda Labarca

En Chile el Comité Nacional pro Derechos de la Mujer se forma en 1922 por iniciativa de Felisa Vergara, Amanda Labarca y Elena Doll, con el objeto de participar en la discusión sobre la Ley de Sufragio Municipal, buscando como objetivo, el lograr el voto para las mujeres. Su acción consiguió la aprobación de la Ley N° 5.357 que le permitió a la mujer el derecho a elegir y ser elegida en los comicios municipales.
Este comité se reactivará  en 1941, para plantear derechamente, la aprobación por las Cámaras del proyecto de ley sobre el voto femenino en todas las elecciones nacionales. 
El presidente en ejercicio Pedro Aguirre Cerda, apoyado por este Comité, planteó en un discurso en 1941: «La Constitución Política del Estado dispone que son ciudadanos con derecho a sufragio los chilenos que hayan cumplido 21 años de edad, sepan leer y escribir y estén inscritos en los registros electorales. (…) comprende, sin lugar a dudas, a los individuos de ambos sexos». Se echó a andar el proceso que terminaría con la firma de la ley de Sufragio Femenino el 8 de enero de 1949 por el presidente Gabriel González Videla.

## Historia

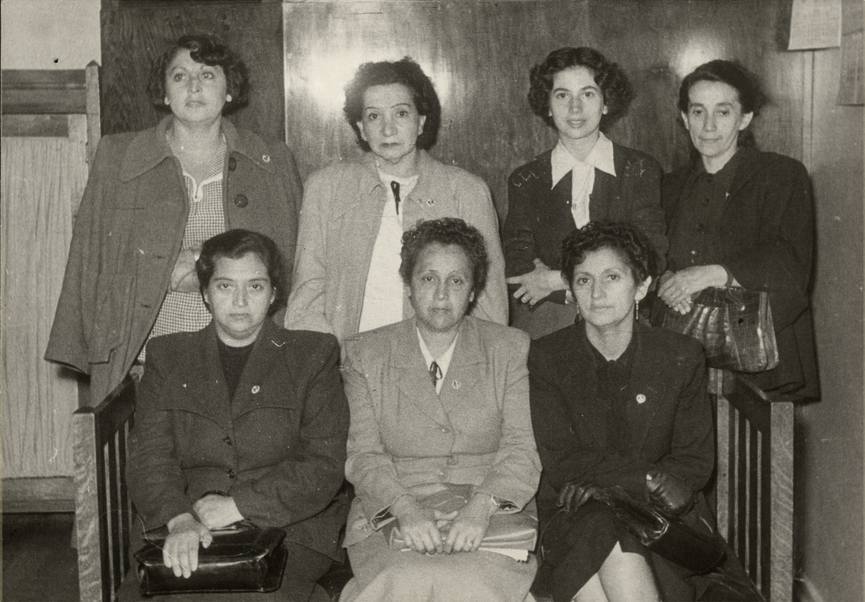
Partido Femenino de Chile en 1946

La extensión del voto a las mujeres en Chile fue motivo de debate desde la década de 1920. Sin embargo, la oposición de los partidos anticlericales y de izquierda, debido a las restricciones del sistema electoral (que favorecía el cohecho, el fraude y el acarreo de votos) y la tendencia conservadora del electorado femenino, retardó por varias décadas más la concesión de ese derecho. 
El Comité Nacional Pro Derechos de la Mujer apoyaban el "sufragio amplio"  antes las propuestas legislativas de la época argumentando que ésta era una “pretensión antidemocrática y que daña directa y mortalmente los intereses no sólo de las clases trabajadoras, sino de la gran masa de la población de nuestro país” (La Nación 29 de agosto de 1933)
En 1934 se aprobó el voto femenino para las elecciones municipales, el que favoreció a la derecha en las elecciones de 1935, y recién en 1949 se concedió el derecho a voto a las mujeres para las elecciones presidenciales y parlamentarias, en el momento en que el derecho a voto era seriamente restringido por efecto de la Ley de Defensa Permanente de la Democracia, promulgada en 1948, impidiendo que algunas mujeres pudieran hacerlo por el hecho de militar en el Partido Comunista.
Las mujeres participaron por primera vez en la elección presidencial de 1952, en donde fue elegido Carlos Ibáñez del Campo. Desde entonces, su participación en los procesos electorales se fue ampliando progresivamente hasta llegar en 1970 a la paridad con los votantes masculinos.